# 葛遇朝
葛遇朝（？—17世紀），字鼎如，廬州府無為州巢縣人，明朝、南明政治人物。

## 生平
葛遇朝是崇禎六年（1633年）應天府鄉試舉人，次年（1634年）成進士，崇祯九年四月擔任莒州知州，上任後立刻草擬十多條規條，遇上旱災時捐俸助賑，救活不少居民眾；聽訟公正明決，有神君之稱。十三年因考察去職，之後調往澧州，分校考場得人心，升任戶部主事、員外郎後很快因病辭官歸鄉。他年輕時對待父母孝順，兄長葛遇明在崇禎八年（1635年）在家鄉罵賊而死，他入朝後禮部獲准撫恤。
南明年間葛遇朝和張弘弼、吳國斗、雍鳴鸞、趙明遠、許承欽、任弘震、區志遠、秦堈、夏時泰、曹璣、陸禹思、張大章、何應璜、方岳朝、周憲申、蔡元宸、陳宗大、趙翼心、盛黃、周伯瑞、張永禧、劉世斗、侯鼎鉉、傅如湯、張鼎隅、趙悅心、王泰際、章甫、徐懋賢、倪元善一同在戶部共事，擔任浙江司郎中，不久投降清朝。再次回鄉後他謝絕請謁，盡力協助他人。卒年八十。

## 著作
著有《春秋幾鑒》、《卓觀堂詩文》。

## 家族
曾祖葛文升；祖葛价，寿耆；父葛尚德，省祭官。兒子葛兆熙是歲貢，擔任常州府訓導。

## 引用
1. 1 2 3  錢海岳《南明史·卷三十一·列傳第七》：（弘光）時戶部司官先後可紀者，為葛遇朝、張弘弼、吳國斗、雍鳴鸞、趙明遠、許承欽、任弘震、區志遠、秦堈、夏時泰、曹璣、陸禹思、張大章、何應璜、方岳朝、周憲申、蔡元宸、陳宗大、趙翼心、盛黃、周伯瑞、張永禧、劉世斗、侯鼎鉉、傅如湯、張鼎隅、趙悅心、王際泰【泰際】、章甫、徐懋賢、倪元善。……遇朝，字鼎如，巢縣人。崇禎七年進士。歷莒州、澧州知州，雲南司主事、員外郎，浙江司郎中。降清。卒年八十。
2. ↑  道光《巢縣志·卷十一·人物志一 選舉表》：（崇禎）六年 葛遇朝癸酉（舉人）
3. ↑  《崇祯七年甲戌科进士三代履历》：葛遇朝，曾祖文升；祖价，寿耆；父尚德，省祭。鼎如，诗五房，甲寅年正月初二日生，庐州府巢县人，癸酉乡试七名，会二百三十一名，二甲五十四名，礼部观政，丙子授山东莒州知州，庚辰考察，辛巳補灃州知州。
4. ↑  道光《巢縣志·卷十二·人物志二》：葛遇朝，字鼎如，崇禎甲戌進士。任山東莒州知州，下車草陋規十餘條，時遇災捐俸助賑，全活甚眾；聽斷明決，有神君之稱。調湖廣澧州，分校棘闈，號稱得士；俸滿內陞戶部員外郎，乞病歸。少侍父母孝，兄遇明，諸生，乙亥賊陷巢，夫婦罵賊死；及遇朝官禮部，具疏請恤報可。
5. 1 2 3  道光《巢縣志·卷十二·人物志二》：解組後門絕請謁，鄉里以窮乏告者，極力助之無德色。明季里中故有牛稅，慨然獨任之。里人感其義，無屠牛者。著有《春秋幾鑒》、《卓觀堂詩文》，子兆熙以歲貢任常州府訓導，自有傳。